# یواس‌اس انتیگو (ای‌تی‌بی-۷۹۲)
یواس‌اس انتیگو (ای‌تی‌بی-۷۹۲) (به انگلیسی: USS Antigo (YTB-792)) یک کشتی بود که طول آن ۱۰۹ فوت (۳۳ متر) بود. این کشتی در سال ۱۹۶۷ ساخته شد.